# Wesley Sena
Wesley Alexandre Sena Da Silva, (nacido el 2 de mayo de 1996 en Campinas, Brasil) es un jugador de baloncesto brasileño. Con 2.10 de estatura, su puesto natural en la cancha es el de pívot. 

## Carrera
Es un jugador formado en la cantera del Palmeiras con el que debutó en la Liga Brasileña de Baloncesto. En 2014, llegó al Bauru donde jugaría durante dos temporadas.
En julio de 2016 fue fichado por el FC Barcelona. Sena tenía dos años más de contrato con el Bauru, aunque los problemas económicos del equipo, vieron reducido su presupuesto en más de un 60 % respecto al año anterior y provocó su salida al baloncesto europeo. En principio el jugador compartirá equipo con el filial, el FC Barcelona B.
En el mes de octubre de 2016, debutaría en la Liga ACB con el FC Barcelona frente al CB Sevilla en la jornada 5. Tras siete meses en las filas del filial barcelonista club y jugador deciden de mutuo acuerdo la rescisión del contrato.
En agosto de 2018 ficha por el Club Bàsquet Prat de la Liga LEB Oro.

## Selección
En 2016, fue preseleccionado por la selección brasileña, para preparar los Juegos Olímpicos de Río de Janeiro 2016.